# Городокский сельский совет (Залещицкий район)
Городокский сельский совет (укр. Городоцька сільська рада) — входит в состав
Залещицкого района
Тернопольской области
Украины.
Административный центр сельского совета находится в 
с. Городок.

## Населённые пункты совета
- с. Городок